# The C Programming Language
Cet article possède un paronyme, voir The C++ Programming Language.
The C Programming Language (en français Le langage de programmation C), aussi connu sous le nom du « livre K&R » ou encore « The White Book », est un livre d'informatique qui décrit le langage de programmation C. Il a été écrit par Dennis Ritchie, créateur du langage, et Brian Kernighan. Pour beaucoup, sa concision en fait un modèle de documentation technique.
La première édition, publiée en 1978, traite de l'usage initial du C chez AT&T, où il était destiné aux créateurs de compilateurs. Ce « dialecte » du C est parfois qualifié de K&R C. En 1988, une seconde édition a présenté l'ANSI C, orienté vers les programmeurs. Le livre a depuis lors été traduit en plus de 20 langues.
Des éditions françaises ont été publiées par Prentice Hall (1990), Masson (1997) et enfin Dunod (2004). Le titre de cette dernière édition est Le langage C Norme ANSI  (ISBN 2-10-048734-5).